# Straßenbahn Wuppertal
Die Straßenbahn Wuppertal war das Straßenbahnsystem der Stadt Wuppertal; das ursprünglich weit ausgedehnte und überregionale Netz existierte bis 1987.

## Geschichte

### Elektrische Straßenbahn Barmen – Elberfeld AG

#### Pferdebahn
Zwischen den beiden Städten Elberfeld und Barmen verkehrte ab dem 18. September 1854 viermal täglich eine durch den Fuhrunternehmer W. Hoewing betriebene Pferdeomnibus-Verbindung, die nach rund einem Jahr wegen Unrentabilität wieder eingestellt wurde.
Am 30. März 1862 wurde von den Stadtverwaltungen ein Vertrag mit dem Unternehmer Johann Kürten aus Köln abgeschlossen, der den erneuten Betrieb einer Pferdeomnibuslinie zwischen den beiden Orten vorsah. Zu diesem Zweck erwarb er in Elberfeld ein Grundstück. Dort wurden rund 100 Pferde und zahlreiche Fahrzeuge untergebracht. Diese befuhren dieselbe Strecke zwischen Elberfeld-Wall und Oberbarmen-Rittershausen wie die von W. Hoewing sechs Jahre zuvor.
Der Berliner Bauingenieur Johannes Büsing erhielt am 26. März 1872 eine 20-jährige Konzession für den Bau und Betrieb einer regelspurigen Pferdebahn. Diese sollte von Elberfeld-Westend über die Friedrich-Ebert-Straße, früher Königstraße, die Hofauerstraße, die Wupperstraße und Hofkamp in Elberfeld und die Alleestraße, Alter Markt, die Werther Straße und die Berliner Straße in Barmen nach Rittershausen führen. Diese Konzession ging am 29. Oktober auf die Deutsche Pferde-Eisenbahn-Gesellschaft zu Berlin über, zu deren Gründern neben Johannes Büsing der Unternehmer Heinrich Quistorp und der Regierungsrat a. D. Albert Bühling gehörten.
Am 8. April 1873 wurde mit dem Bau der zweigleisigen Strecke begonnen. Knapp ein halbes Jahr später, am 1. September übernahm diese Gesellschaft auch den Betrieb von Johann Kürten und richtete am 15. September eine Linie zwischen Alter Markt und Wichlinghausen ein. Diese Strecke wurde im Stundentakt befahren.
Eine Besonderheit dieser Strecke war der in der Konzession geforderte Perambulatorbetrieb. Dieser sah so aus, dass die Wagen mit Rädern ohne Spurkranz ausgerüstet waren. Zwischen den Vorderrädern befand sich ein weiteres Paar Räder mit Spurkranz, das mittels einer Kurbel auf- und abgelassen werden konnte. Mit diesen Rädern wurden die Wagen normalerweise in der Spur der Schienen gehalten. Falls sich Hindernisse auf der Strecke befanden, sollten diese Räder angehoben werden, damit die Hindernisse umfahren werden konnten. Dahinter kehrte man wieder auf die Schienen zurück.
Die Deutsche Pferde-Eisenbahn-Gesellschaft zu Berlin meldete am 16. Oktober 1873 Konkurs an. Der Bau der Strecke wurde allerdings durch den Konkursverwalter weitergeführt. Nach Probefahrten am 5. Dezember und am 16. Januar 1874 nahm die Bahn auf einem Teilstück am 10. April 1874 den Betrieb auf. Am 17. Juni und am 2. Oktober 1874 wurden die beiden restlichen Teilstücke eröffnet. Die Bahn befuhr die 9,5 Kilometer lange Strecke, für die sie rund 70 Minuten benötigte, in einem Stundentakt.
In der folgenden Zeit wechselte das Unternehmen zweimal den Besitzer. Am 12. März 1875 erwarb Heinrich Quistorp für 1.500.000 Mark die Pferdebahn aus dem Konkursvermögen. Die Bahn lief nun unter dem Namen Westend-Berlin KG a.A. Heinrich Quistorp. Anschließend wechselte sie am 8. Dezember 1875 in den Besitz des Engländers John Weston. Nachdem eine neue Konzession ausgestellt war, fuhr die Bahn als Societé anonyme des Tramways de Barmen à Elberfeld, Brüssel durch die Stadt.
Die neue Konzession sah auch nicht mehr den Perambulatorbetrieb vor. Da die Wagen bedingt durch die Betriebsform sehr leicht gebaut waren, kam es immer wieder vor, dass Treppenstufen, Geländer und Federn der Wagen brachen. Die daraus resultierenden Verzögerungen führten schließlich dazu, dass dieser Paragraph aus der Konzession entfernt wurde. So bekamen alle Pferdebahnwagen Räder mit Spurkränzen.
Die neue Gesellschaft begann damit, ab dem 23. Mai 1876 die Gleise der zweigleisigen Strecke zu trennen. So verliefen die Gleise nicht mehr in derselben Straße, sondern parallel in zwei Straßen. Im Juli des Jahres begann man auch, die zweistöckigen Wagen durch leichtere einstöckige Wagen, die auch von einem Pferd gezogen werden konnten, zu ersetzen.
Die letzten Wagen des 'Perambulatorbetriebes' wurden ab dem 13. September 1876 ausgemustert, denn die Polizei hatte aufgrund der häufigen Unfälle deren Einsatz verboten. Um den wachsenden Verkehr zu bewältigen, wurde ab dem 22. Juli 1878 zwischen Elberfeld, Breite Straße, und Barmen, Karlsplatz, eine weitere Linie eingerichtet. Diese Innere Linie verstärkte die alte Strecke auf diesem Abschnitt. Schließlich folgte am 9. Mai 1889 eine Verlängerung der Strecke von Elberfeld-Westend nach Sonnborn. Damit hatte die Bahn eine Länge von knapp zwölf Kilometern.

#### Elektrische Straßenbahn

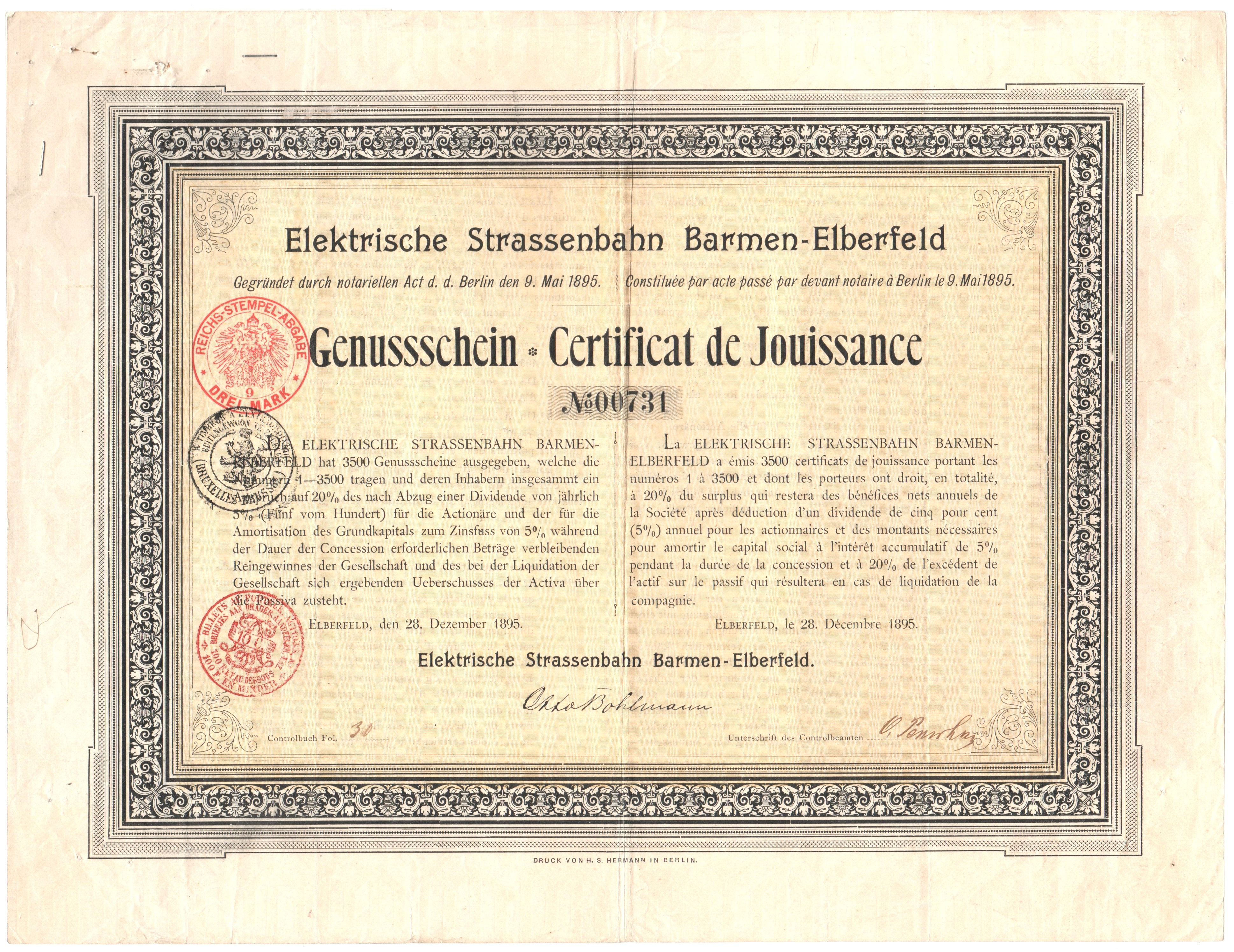
Genussschein der Elektrischen Straßenbahn Barmen-Elberfeld vom 28. Dezember 1895

Im Jahr 1894 wurden in den beiden Städten Stimmen laut, die die Einrichtung einer elektrischen Straßenbahn forderten. Am 9. Mai 1895 wurde die Societé anonyme des Tramways de Barmen à Elberfeld, Brüssel durch die UEG, die Union-Elektricitäts-Gesellschaft aus Berlin für 2.960.000 Mark aufgekauft. Die Konzession wurde von den Gemeinden auf die UEG übertragen und bis 1939 verlängert.
Nachdem am 9. November die Probefahrt erfolgreich war, wurde am 26. Januar 1896 der Pferdebahnbetrieb zwischen Westende und Schwarzbach eingestellt und von der elektrischen Straßenbahn übernommen. Der Abschnitt nach Sonnborn folgte am 5. Februar 1896.

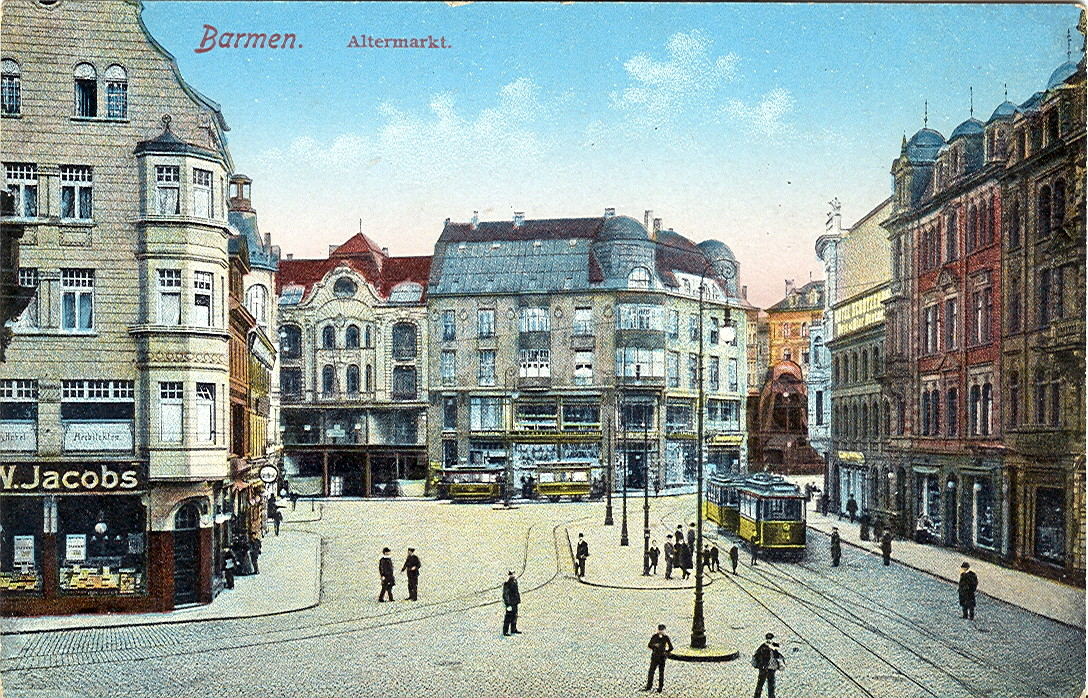
Der Alte Markt in Barmen um 1914

Nachdem 1901 bis 1903 die Wuppertaler Schwebebahn etappenweise in Betrieb genommen worden war, zog diese zahlreiche Fahrgäste von der Straßenbahn ab. Diese Konkurrenz verhinderte wahrscheinlich auch die geplanten Verlängerungen zum Loh, zum Hauptbahnhof in Barmen und nach Vohwinkel. Erst 1909 nahmen die Fahrgastzahlen wieder zu. Ab dem 7. Juni 1913 wurde mit dem Schwebebahn-Betreiber Continentale Gesellschaft für elektrische Unternehmungen und der Bergischen Kleinbahn AG eine Betriebsgemeinschaft vereinbart, die am 1. Januar 1914 in eine Tarifgemeinschaft umgewandelt wurde.
1925 wurde von der Bergischen Kleinbahn AG die Strecke von der Tannenbergstraße bis Gabelpunkt erworben. Diese meterspurige Linie wurde um ein drittes Gleis ergänzt, um diesen Abschnitt mit den normalspurigen Wagen befahren zu können. 1926 wurde ein Betriebsgleis zwischen der Weiherstraße und dem Depot in Schwarzbach gebaut, das im selben Jahr auch von einer Linie befahren wurde. Am 1. Januar 1940 ging die Elektrische Straßenbahn Barmen – Elberfeld AG in der Wuppertaler Bahnen AG auf.

#### Elektrische Straßenbahn Elberfeld – Cronenberg – Remscheid
Im Jahr 1896 erhielt die Union-Elektricitäts-Gesellschaft aus Berlin eine Konzession für den Bau und den Betrieb einer meterspurigen, kleinbahnähnlichen Nebenbahn von Elberfeld nach Cronenberg. Mit den Bauarbeiten wurde 1899 begonnen und am 10. August 1900 war die Bahn vollendet. Nach Probefahrten wurde die Strecke am 15. August eröffnet und am 18. August in Betrieb genommen. Stellenweise wies die Bahn Steigungen bis zu 10 % auf. Die Stromversorgung übernahmen die Elektrizitätswerke in Elberfeld.
Die Strecke begann am Brausenwerther Platz und führte am Bahnhof Döppersberg vorbei über die Bahnhofstraße bis zur Blücherbrücke. Nachdem sie die Brücke auf einem eigenen Gleiskörper überquert hatte, lief sie über die Kleeblattstraße, die Grifflenberger Straße, die Blankstraße, die Augustastraße, die Jägerhofstraße, den Friedenshain, die Hahnerberger Straße, Cronenfeld, Cronenberg, die Berghauser Straße, die Oberheidter Straße bis Sudberg. Bei Cronenfeld zweigte ein Ast über die Hastener Straße bis zur Ronsdorf-Müngstener Eisenbahn ab.
Anschließend wurde mit der Verlängerung bis zur Remscheider Straßenbahn begonnen. Da die Bahn die engen Kurven der steilen Straße nicht durchfahren konnte, wurden für sie Spitzkehren eingerichtet, wo sie die Fahrtrichtung ändern musste. Aus Sicherheitsgründen wurden zusätzlich Entgleisungsweichen angeordnet, die bei der Überfahrt durch den Schaffner von Hand auf Durchfahrt gestellt werden mussten. Am 15. August 1901 wurde diese Strecke in Betrieb genommen. Auf diesem Abschnitt wurde auch die Ronsdorf-Müngstener Eisenbahn gequert, die, wie oben erwähnt, mit Fahrgästen nicht überfahren werden durfte. Erst ab dem 23. Oktober 1902, nachdem ein Stellwerksturm und Signalanlagen eingerichtet waren, durfte die Strecke auch mit Fahrgästen gequert werden. Ein Anschluss an die Remscheider Straßenbahn kam, aufgrund eines Verbotes der Reichsbahn als Aufsichtsbehörde, erst im Jahr 1929 zustande.
Am 1. Januar 1905 wurde die Elektrischen Straßenbahn Elberfeld–Cronenberg–Remscheid von der Solinger Kreisbahn AG übernommen. Diese baute ab 1908 die Spitzkehren in Haarnadelkurven um, so dass der Richtungswechsel entfallen konnte. Am 1. Januar 1909 kaufte die Barmer Bergbahn AG die Bahn für 1.446.000 Mark der Solinger Kreisbahn AG ab.
Am 1. April 1912 begann die Barmer Bergbahn mit dem Bau der Strecke von Cronenberg nach Solingen. Die am 4. August 1914 in Betrieb genommene Strecke war 7,3 Kilometer lang und führte u. a. durch den 188 Meter langen Stöckerberg-Tunnel. Um die Strecke an einer weiteren Stelle mit dem restlichen Netz zu verbinden, wurde der von der Bergischen Kleinbahn AG gebaute, aber nicht in Betrieb genommene Gleisabschnitt zwischen Gelpetal und Friedenshain gepachtet.

### Barmer Straßenbahn

#### Stadtlinien
Die Barmer Straßenbahn AG wurde am 16. April 1894 als normalspurige Straßenbahn durch die Stadt Barmen gegründet. Die Firma Siemens & Halske bekam den Auftrag, eine rund 2,4 km lange Bahn vom Barmer Theater nach Heckinghausen zu bauen.
Diese Strecke wurde am 1. September 1894 eröffnet. Am 8. November 1895 wurde die zweite Strecke von Barmen, Alter Markt nach Beckacker eingeweiht. Am 1. September 1897 folgte die sogenannte Querlinie, die die beiden zuvor gebauten Linien verband.

#### Barmen – Schwelm – Milsper Straßenbahn
Am 7. August 1896 wurde zwischen den Gemeinden Barmen, Langerfeld und Schwelm ein Vertrag über den Bau einer normalspurigen Straßenbahn zwischen diesen Gemeinden geschlossen. Die Konzession für die Barmen–Langerfeld–Schwelmer Straßenbahn AG wurde am 26. Oktober 1896 erteilt. Am 1. September 1897 wurde die überwiegend eingleisige Strecke in Betrieb genommen.
Die Barmen–Langerfeld–Schwelmer-Straßenbahn und die Barmer Straßenbahn benutzten nach der Eröffnung der Linien von Barmen nach Schwelm einen gemeinsamen Wagenpark.
Am 18. Januar 1907 wurde die Strecke um 3,3 km von Schwelm nach Milspe verlängert. Wenige Tage später, am 24. Februar, erhielt sie dort Anschluss Richtung Voerde und Gevelsberg durch die Eröffnung der Straßenbahn Gevelsberg-Mühlinghausen-Milspe-Voerde. Die Gesellschaft wurde in Barmen–Schwelm–Milsper Bahn AG umbenannt.

#### Kleinbahn Loh – Hatzfeld
1894 wurde durch die Stadt Barmen eine Eisenbahnstrecke zwischen dem Bahnhof Loh Reichsbahn und dem Barmer Schlachthof gebaut. Eine Verlängerung dieser Strecke erfolgte am 1. September 1911, als die Strecke bis nach Hatzfeld erweitert wurde. Am 1. Dezember 1920 wurde die Strecke in Hatzfeld bis zum Wasserturm verlängert. Der Personenverkehr wurde auf der Strecke durch die Barmer Straßenbahn abgewickelt, die Strecke war im Besitz der Stadt.

#### Streckenerweiterungen durch die Barmen – Schwelm – Milsper Bahn und Barmer Straßenbahn
Die beiden Unternehmen planten, die Strecke von Wichlinghausen über Hiddinghausen und Bommern nach Witten zu verlängern. Am 16. Dezember 1908 wurde der erste Abschnitt von Beckacker über Hottenstein bis Haßlinghausen in Betrieb genommen. Am 1. Oktober 1911 folgte eine Verlängerung bis Hiddinghausen. Die Weiterführung bis nach Witten scheiterte am Beginn des Ersten Weltkrieges. 1912 folgte am 13. Juli ein Ausbau der Querbahn bis zum Forsthaus. Eine weiter Verlängerung des Netzes ging noch am 6. August 1914 von der Talbahn zum Städtischen Krankenhaus in Betrieb, bevor der Erste Weltkrieg auch die restlichen Erweiterungen des Netzes stoppte.
Die Bahn übernahm im Laufe des Krieges zahlreiche zusätzliche Aufgaben. Es wurden Krankentransporte und Versorgungsfahrten durchgeführt. Dazu wurden teilweise eigene Wagen umgebaut, teilweise Wagen der Ronsdorf-Müngstener Eisenbahn eingesetzt.
Die beiden Straßenbahn-Gesellschaften gingen am 1. Januar 1940 in die Wuppertaler Bahnen AG über.

### Bergische Kleinbahnen AG

#### Straßenbahn in Neviges
Die Bergische Kleinbahnen AG wurde am 21. Juni 1897 durch die Continentale Gesellschaft für elektrische Unternehmungen in Nürnberg mit Sitz in Neviges gegründet. Am 23. Juni 1897 begann der Betrieb auf der durch die Continentale Gesellschaft für elektrische Unternehmungen seit dem 11. August 1896 gebauten Strecke zwischen Abzweig Neviges und Velbert. Am 12. Juli 1897 wurde auf der Strecke von Elberfeld nach Neviges der Betrieb aufgenommen. Bis 1899 wurden folgende Strecken in Betrieb genommen:
26. Januar 1898: von Neviges bis Velbert, Denkmal
10. April 1898: von Velbert, Denkmal bis Velbert, Friedhof
5. März 1899: Velbert, Friedhof bis Werden
2. Mai 1899: von Neviges bis Langenberg, Rathaus
11. Oktober 1899: von Velbert bis Heiligenhaus

#### Kleinbahn zwischen Heiligenhaus und Hösel
Die dampfbetriebene Kleinbahnstrecke zwischen Heiligenhaus und Hösel wurde am 15. Oktober 1899 eröffnet. Sie hatte in Heiligenhaus direkten Anschluss an die elektrischen Straßenbahnen der Bergische Kleinbahnen AG. Die anfangs geplante Elektrifizierung der Bahn wurde aufgrund der großen Entfernung zur Zentrale nach Neviges und dem daraus resultierenden Spannungsabfall bei der Stromversorgung nie realisiert. Die Bahn wurde am 26. Januar 1923 stillgelegt. In den folgenden Jahren wurde sie komplett abgebaut und verschrottet.

#### Niederbergische Straßenbahnen
Am 4. August 1902 wurde die Strecke von der Dessauer Brücke in Elberfeld bis Lichtscheid eröffnet. Da die Konzession eine Gleisanlage auf Barmer Gebiet verbot, wurde der 258 Meter langer Gelpetaltunnel für die Strecke gebaut. In Lichtscheid bestand Anschluss an die Gleise der Barmer Bergbahn AG.
In Ronsdorf wurde am 26. August 1902 die Strecke zwischen der Fachschule und dem Krankenhaus eingeweiht. Nachdem der Bau einer Verbindungskurve an der Fachschule zur Ronsdorfer Straßenbahnstrecke der Barmer Bergbahn realisiert war, wurde zwischen den beiden Unternehmen eine Vereinbarung getroffen, die es ermöglichte, beide Strecken in Ronsdorf gemeinsam zu benutzen.
Eine seit 1897 geplante Strecke zwischen Elberfeld-Döppersberg und Gabelpunkt wurde am 29. November 1902 in Betrieb genommen. Daraufhin wurde die Strecke zwischen Gabelpunkt und Bahnhof Steinbeck an die Stadt Elberfeld verkauft. Man behielt allerdings das Recht, diese Strecke mitzubenutzen, da sich an dieser Strecke seit dem 6. Februar 1902 ein Depot befand.
Zwischen 1907 und 1908 wurden folgende Abschnitte des Netzes in Betrieb genommen:
2. Mai 1907: von Langenberg Bahnhof nach Nierenhof
18. Mai 1907: von Langenberg Bahnhof nach Langenberg, Markt
1. September 1907: von Nierenhof nach Kupferdreh, Rathaus
13. September 1907: von Kupferdreh, Rathaus nach Kupferdreh, Bergstraße
24. November 1907: von Kupferdreh, Bergstraße nach Steele
17. September 1908: von Langenberg, Markt nach Langenberg, Rathaus
Man hatte Kontakt zu zahlreichen Straßenbahnbetrieben. Zwischen Ronsdorf und Lichtscheid hatte man eine gemeinsame Strecke mit der Barmer Bergbahn AG, In Steele trafen sich die Bahnen aus Essen und Bochum; in Hattingen konnte in die BOGESTRA und ab 1914 in die Hattinger Kreisbahn umgestiegen werden und in Tönisheide traf man auf die Mettmanner Straßenbahn.
Neben der bewegten Topographie, die durch künstliche Streckenverlängerungen zur Verminderung der Steigung die Fahrzeit beträchtlich erhöhte, kamen noch andere Widrigkeiten.
- Beim Überfahren der Ruhrbrücke in Essen-Steele musste jeder Passagier zwei Pfennig Brückengebühr entrichten.
- In Elberfeld gab es komplexe Vorfahrtsregelungen, die der Nord-Süd-Bahn und der Rundbahn Vorrechte gewährten.
- Das Sicherheitsbedürfnis der Reichsbahn erzwang so manche Verspätung.
- In den engen Ortsdurchfahrten in Neviges und Langenberg musste der Schaffner vor der Bahn hergehen, um die Strecke zu sichern.
- Die Endstelle in Werden lag im Gefälle und hatte nur eine Weiche. Dies führte dazu, dass der Triebwagen den Beiwagen abkuppeln musste. Anschließend fuhr der Triebwagen in ein Gleis. Den Beiwagen ließ man danach in das andere Gleis rollen, damit der Triebwagen diesen dann wieder ankuppeln konnte. Diese Prozedur war sehr unsicher und wurde, obwohl es zu tödlichen Unfällen kam, bis 1951 beibehalten.

Ab 1910 waren folgende Erweiterungen des Streckennetzes geplant, die aber aufgrund des Ersten Weltkrieges, Kapitalmangels oder fehlender Genehmigungen verhindert wurden:
- von Gelpetal über Hasten nach Remscheid
- von Elberfeld über Nützenberg und Wieden nach Vohwinkel
- von Lichtscheid nach Küllenhahn
- von Dönberg nach Neviges
- von Werden nach Essen-Bredeney
- von Hattingen über Blankenstein, Herbede und Heven nach Witten

#### Benrather Straßenbahnnetz
Um die Bergische Kleinbahnen AG mit dem Ruhrgebiet und dem Rheinland zu verbinden, wurde eine weitere Zentrale in Benrath eingerichtet. Von hier aus wurden folgende Strecken eröffnet:
12. September 1898: von Benrath nach Hilden
12. Dezember 1898: von Düsseldorf-Oberbilk nach Benrath
12. Januar 1899: von Hilden nach Ohligs
25. März 1899: von Hilden nach Haan
10. Juli 1899: von Haan nach Vohwinkel
Des Weiteren waren auch hier Ausbauten vorgesehen, die aufgrund des Ersten Weltkrieges, der schwierigen Finanzlage und fehlender Genehmigungen nicht umgesetzt werden konnten:
- von Tönisheide nach Vohwinkel und der Anschluss an das übrige Netz
- von Oberbilk zum Düsseldorfer Rathaus und dem Hafen
- von Oberbilk über Eller nach Gerresheim

Dieses Netz wurde am 1. Oktober 1911 von der Stadt Düsseldorf aufgekauft und an die 1896 gegründete Rheinische Bahngesellschaft AG (seit 2005 Rheinbahn) verpachtet.

#### Bergische Kleinbahnen AG ab 1911

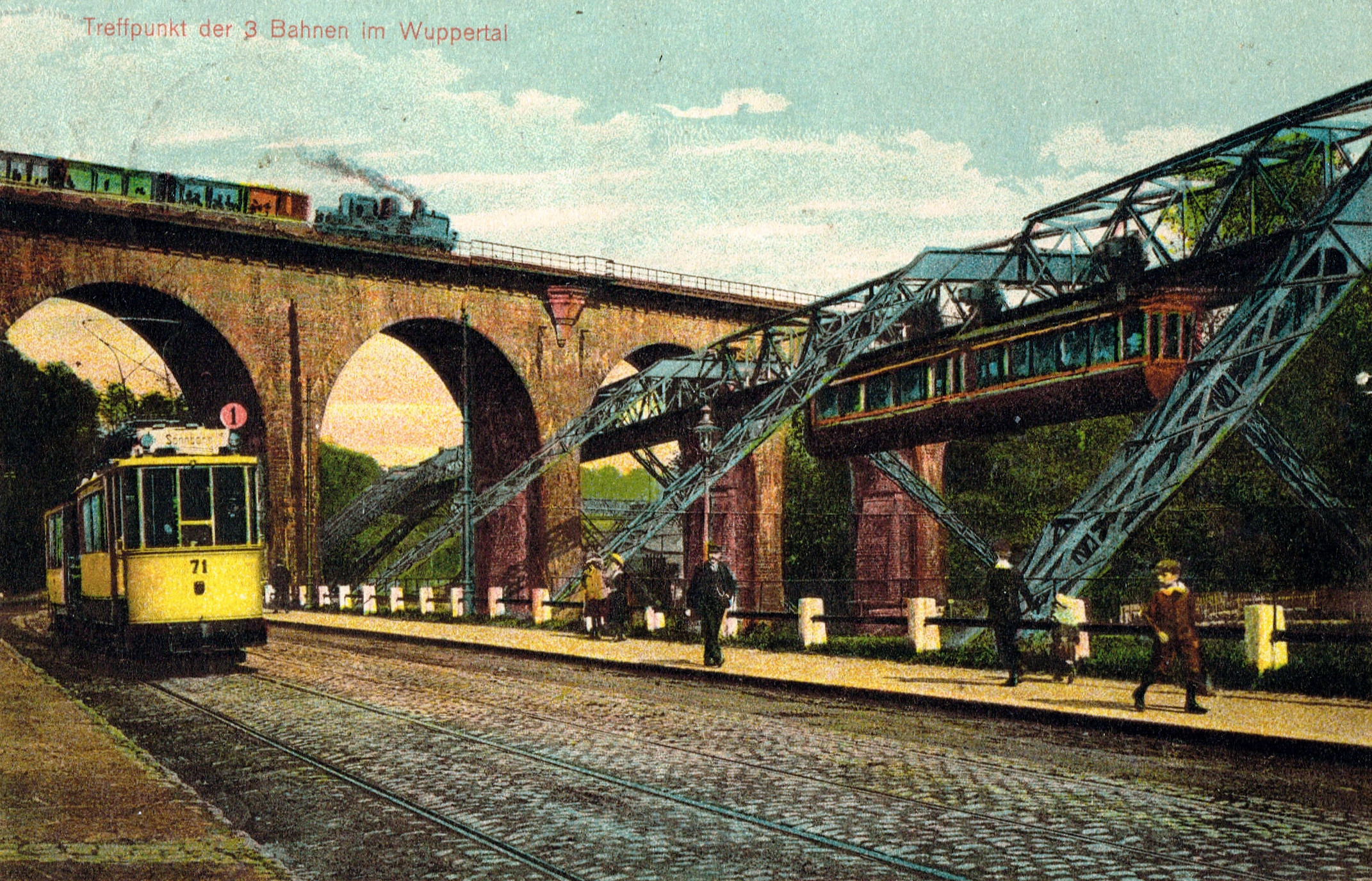
Die Sonnborner Eisenbahnbrücke um 1912

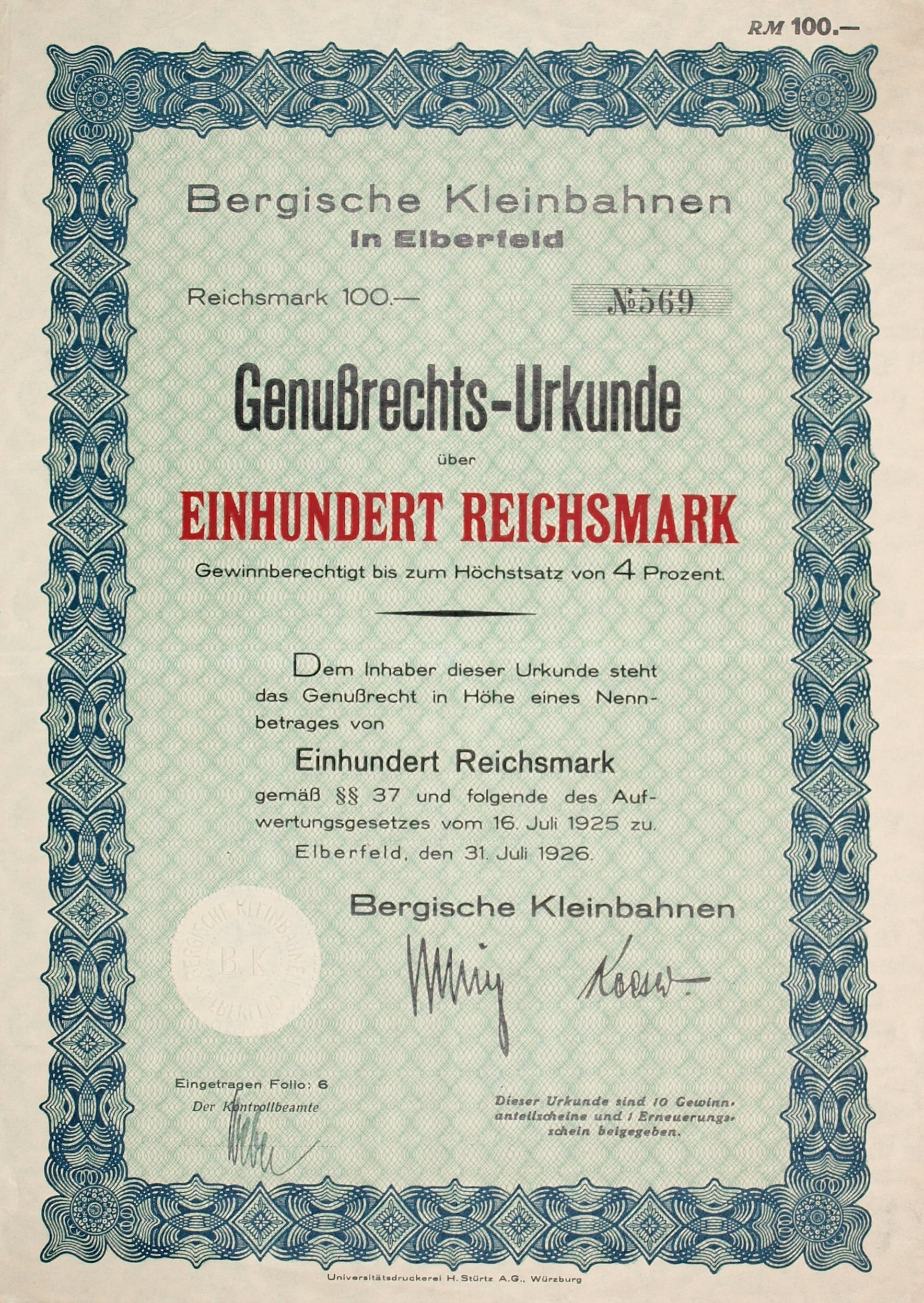
Genußschein der Bergischen Kleinbahnen vom 31. Juli 1926

Am 1. Januar 1914 wurde die Straßenbahn Barmen – Elberfeld AG von der Bergische Kleinbahnen AG aufgekauft. Um die Benutzung der Bahnen im Bereich der heutigen Stadt Wuppertal zu vereinfachen, schlossen sich die Continentale, die Straßenbahnen der Stadt Elberfeld, die Elektrischen Straßenbahnen Barmen und die Bergische Kleinbahnen AG zu einem Konsortium zusammen. Dadurch wurde es notwendig, den zehn von den Bergischen Kleinbahnen betriebenen Linien neue Nummern zu geben.
Im Laufe des Ersten Weltkrieges musste die Kleinbahn vermehrt den Gütertransport übernehmen. Dies wurde auch während der Ruhrbesetzung weiter durchgeführt. Der Güterverkehr wurde bis ins Jahr 1932 aufrechterhalten.
Da die Verbindung von Werden nach Bredeney nicht realisiert wurde, betrieben die Bergischen Kleinbahnen ab dem 1. April 1924 alle drei Stunden eine Direktverbindung von Elberfeld nach Essen-Steele. Ab dem 15. April verlängerte man diese bis zum Viehofer Platz in der Essener Innenstadt, gab diese Verbindung aber am 14. Februar 1928 wegen geringer Auslastung wieder auf. Ein Versuch des Schnellverkehrs ab dem 15. Februar 1928 zwischen Elberfeld und Essen-Werden, ab dem 14. Februar 1929 nur noch zwischen Elberfeld und Velbert, wurde am 4. Oktober 1931 eingestellt.
In den 1920er Jahren betrieben die Bergischen Kleinbahnen insgesamt fünf Linien. Als sie am 1. Januar 1940 in den Wuppertaler Bahnen aufging, waren es bereits wieder sieben.

### Nord-Süd-Bahn und Rundbahn der Stadt Elberfeld
Am 17. Februar 1896 wurde in Elberfeld die meterspurige Nord-Süd-Bahn der Stadt Elberfeld eröffnet. Die Bahn hatte eine Länge von 4,3 Kilometern und verlief vom Viehhof über die Viehhofer Straße, die Weststraße, die Blücherbrücke, Johannisberg, den Elberfelder Hauptbahnhof, Döppersberg, den Wall, den Neumarkt, Gathe, die Kohlenstraße zur Uellendahler Straße in Mirke. Die enge, kurvige und steigungsreiche Strecke hatte stellenweise eine Querneigung von bis zu 6,25 %, was dazu führte, dass Einzelwagen in einem Zehn-Minuten-Takt eingesetzt wurden. Am Neumarkt und am Wall wurde die Straßenbahn Barmen – Elberfeld gekreuzt.
Nach einer Erweiterung am 11. November 1900 wurde die sogenannte Rundbahn in Betrieb genommen. Diese Strecke wurde ebenfalls im Zehn-Minuten-Takt in beiden Richtungen befahren. Sie benutzte dabei Teile der Bergischen Kleinbahn AG mit. In diese Strecke wurde am 15. Januar 1902 ein Gleisbogen am Johannisberg eingebaut; die Rundbahn konnte so aus beiden Richtungen den Viehhof erreichen.
Im selben Jahr wurde am 29. November die Nord-Süd-Bahn um rund 1½ Kilometer bis zum Uellendahler Brunnen und am 24. Dezember 1912 um weitere 1,6 Kilometer bis Dönberg in nördliche Richtung verlängert. Im Süden kamen am 14. November 1903 rund 0,9 Kilometer bis zur Ravensberger Straße hinzu.
In den Jahren bis zum Ersten Weltkrieg wurden einige Streckenabschnitte zweigleisig ausgebaut. Darunter befand sich auch die Strecke von der Theaterstraße bis Ostersbaum, die ab dem 12. Juli 1908 an die Solinger Kreisbahn AG verpachtet wurde. Am 1. Januar 1909 wurde die Barmer Bergbahn AG Mitpächter. Im Jahr 1914 wurden die Nord-Süd-Bahn und die Rundbahn von der Barmer Bergbahn AG aufgekauft.

### Straßenbahnen der Schwebebahngesellschaft
Im Jahr 1927 begann die Continentale mit dem Bau der normalspurigen Eisenbahn von Varresbeck nach Schliepershäuschen. Da die Elektrische Straßenbahn Barmen – Elberfeld AG die Mitbenutzung ihrer Gleise erlaubte, ging am 19. Februar 1928 die Linie von Elberfeld über Varresbeck nach Schliepershäuschen in Betrieb. Am 30. März 1929 folgte die Verlängerung von Schliepershäuschen nach Wieden, wo man Anschluss an die Mettmanner Straßenbahn hatte.

### Wuppertaler Bahnen AG
Rückwirkend zum 1. Januar 1940 wurden die Straßenbahnen im Bereich der Stadt Wuppertal zusammengelegt. Hierbei wurden insgesamt sieben normalspurige und 14 meterspurige Straßenbahnlinien unter einem Dach zusammengefasst. Außerdem wurde eine Linie von der Rheinbahn aus Düsseldorf hinzugekauft. Die Bemühungen um den Ankauf weiterer Linien blieben erfolglos. Insgesamt war die Wuppertaler Bahnen AG im Besitz von 61,62 km normalspurigen Strecken, 111,78 km meterspurigen Strecke, 1,6 km Zahnradbahnstrecke und 13,3 km Schwebebahnstrecke. Es existierten sechs Betriebshöfe für die Normalspur und acht für die Meterspur.
Während des Zweiten Weltkrieges kam es zu zahlreichen Schäden und Betriebseinstellungen. Insgesamt wurden 22 Triebwagen, 14 Beiwagen und 6 Zahnradbahntriebwagen zerstört. Nachdem am 14. April 1945 der Betrieb durch die amerikanischen Truppen eingestellt worden war, erlaubte man ab Mai 1945 nach und nach die Wiederaufnahme des Betriebes.

### Wuppertaler Stadtwerke AG

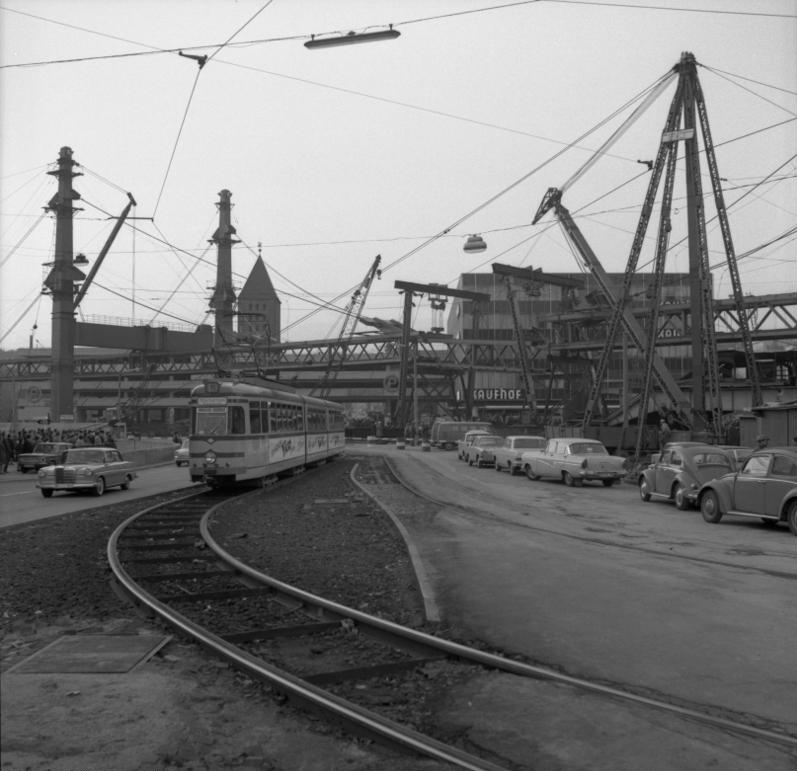
Umbauarbeiten am Alten Markt 1967

Die Verkehrsabteilung der Stadtwerke ging am 1. März 1948 aus der Wuppertaler Bahnen AG hervor, die an diesem Tag in Wuppertaler Stadtwerke AG umgegründet wurde. Mit einer Streckenlänge des Straßenbahnnetzes von gut 175 Kilometern besaßen die Wuppertaler Stadtwerke das sechstlängste Straßenbahnnetz in Deutschland. Nur die Berliner Verkehrsbetriebe (BVG) mit rund 573 Kilometern, die Hamburger Straßenbahnen (HHA) mit etwa 217 Kilometern, die Vestische Straßenbahnen GmbH mit knapp 191 Kilometern und die Rheinbahn aus Düsseldorf mit fast 183 Kilometern besaßen ein längeres Streckennetz. Straßenbahnen führten zur Blütezeit bis Essen-Werden, Ennepetal, Hattingen, Mettmann, Remscheid, Schwelm, Solingen, Sprockhövel, Velbert und Wülfrath.
Trotz der Größe des Netzes wurde nur zögerlich versucht, die Straßenbahn in der Stadt den sich ändernden Verkehrsverhältnissen nach dem Krieg anzupassen. Selbst der großzügige Ausbau der Bundesstraße 7, bei dem die Straßenbahn einen eigenen Bahnkörper in der Straßenmitte erhielt, konnte die schrittweise Stilllegung des Netzes nicht aufhalten. Die Linien wurden nach und nach auf den Betrieb mit Omnibussen umgestellt. Zunächst wurden die ausgedehnten Überlandstrecken zurückgebaut, schließlich wurden auch die Städte Wuppertal, Solingen und Remscheid straßenbahnfrei. Die Zahnradbahn wurde am 4. Juli 1959 und die letzte meterspurige Straßenbahn am 31. Juli 1970 eingestellt. Erhalten blieb lediglich das 3,2 km lange Teilstück Wuppertal-Kohlfurth–Wuppertal-Cronenberg der Überlandlinie 5. Auf diesem wird seit 1992 vom Bergischen Straßenbahnmuseum musealer Straßenbahnverkehr durchgeführt.
Auch die verbliebenen normalspurigen Straßenbahnlinien wurden schrittweise eingestellt. In den Jahren 1984/85 zunächst die Linien 602, 608, und schließlich am 30. Mai 1987 die Linien 601 und 611. Ausbauvorhaben z. B. nach Schwelm (Linie 608) oder Haßlinghausen (Linie 602) wurden somit niemals verwirklicht. Die Einstellung des Straßenbahnbetriebes auf den letzten normalspurigen Strecken begründete sich hauptsächlich durch deren Linienführung: Von der gut ausgebauten Talachse zwischen Elberfeld-Westende und Oberbarmen zweigten kürzere Stichstrecken nach Wieden, Elberfeld Nord, Barmen, zum Klinikum Barmen, nach Langerfeld und Heckinghausen ab. Durch die engen Straßen (ohne eigenen Bahnkörper) und die dort jeweils beim Verlassen des Tales zu überwindenden großen Steigungen waren diese Stichstrecken nicht wirtschaftlich zu betreiben. Ein Ausbau insbesondere der Straßenbahn mit Bevorzugung des ÖPNVs vor dem Individualverkehr war in den 1980er Jahren noch nicht denkbar. Die Talachse selbst war zwar gut ausgebaut, führte aber über 8 Kilometer parallel und damit in direkter Konkurrenz zur Schwebebahn. Somit musste die Entscheidung zugunsten von nur einem hochleistungsfähigen Verkehrsmittel getroffen werden. Das Aus der Straßenbahn beschleunigte die Planungen für die Linie S8 der S-Bahn Rhein-Ruhr, die 1988 eingeführt wurde. Die Straßenbahn als Hauptverkehrsmittel der Stadt wäre sicherlich allein wirtschaftlich zu betreiben gewesen, aber eine Stilllegung der Schwebebahn war durch ihre Funktion als Wahrzeichen der Stadt und technisches Denkmal ausgeschlossen. Eine Wiedereinführung der Straßenbahn ist auch deshalb nicht zu erwarten.

## Liniennetz (Normalspur)

### Linien 1980
| Linie | Streckenverlauf | Bemerkungen |
| ----- | --- | ----------- |
| 601   | Wieden Schleife – Varresbecker Straße – Westende – Robert-Daum-Platz – Elberfeld Bf – Landgericht – Polizeipräsidium – Loher Straße – Barmen Bf – Alter Markt – Brändströmstraße – Heckinghausen, Lenneper Str.                                       |             |
| 602   | Klinikum Barmen – Loher Brücke – Loher Straße – Barmen Bf – Alter Markt – Oberbarmen Bf, Berliner Platz – Weiherstraße |             |
| 606   | Elberfeld Bf – Landgericht – Loher Straße – Barmen Bf – Alter Markt – Oberbarmen Bf – Weiherstraße | nur zur HVZ |
| 608   | Klinikum Barmen – Loher Brücke – Loher Straße – Barmen Bf – Alter Markt – Oberbarmen Bf, Berliner Platz – Rauentaler Bergstraße – Langerfeld Markt – Dieselstraße Schleife                                                                            |             |
| 611   | Gabelpunkt – Fernmeldeamt – Robert-Daum-Platz – Elberfeld Bf – Landgericht – Polizeipräsidium – Loher Straße – Barmen Bf – Alter Markt – Brändströmstraße – Oberbarmen Bf/Rauental – Rauentaler Bergstraße – Langerfeld Markt – Dieselstraße Schleife |             |

#### 601

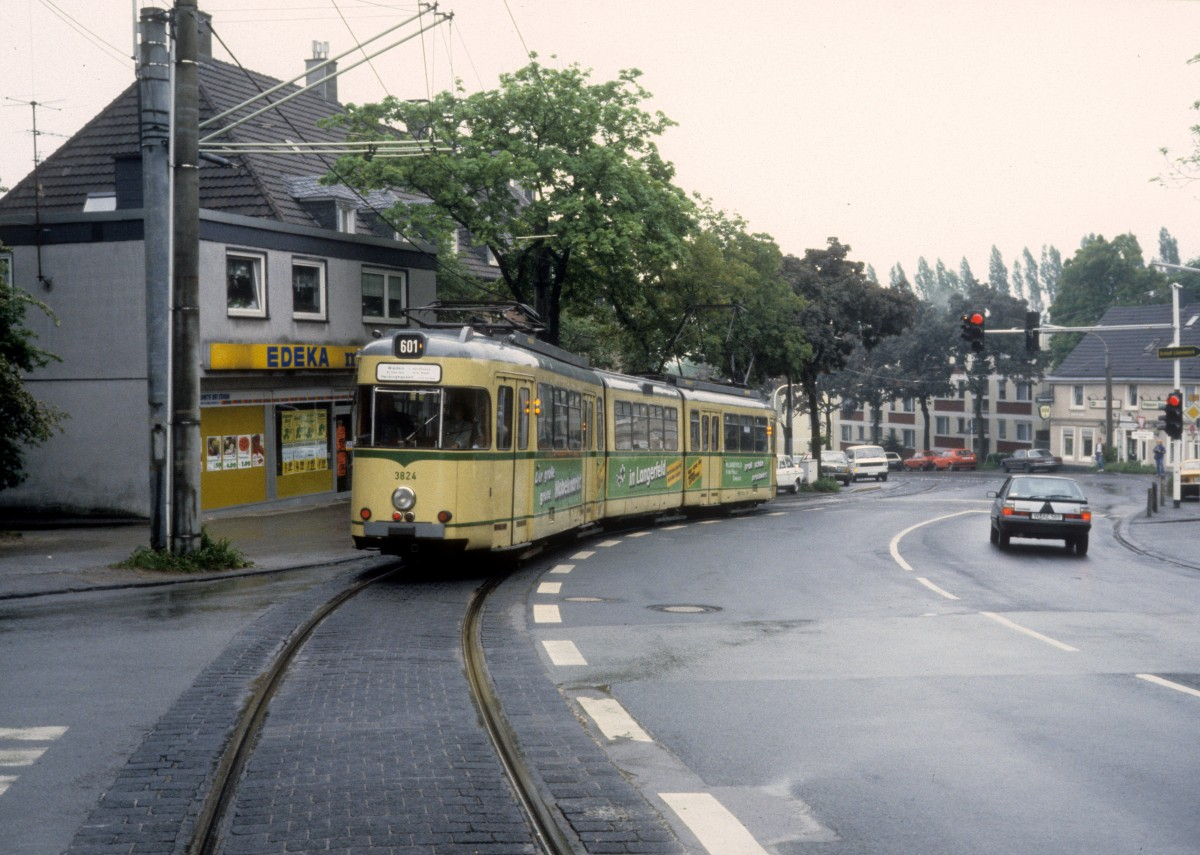
GT8 3824 im Mai 1987 auf der Linie 601 an der Düsseldorfer Straße

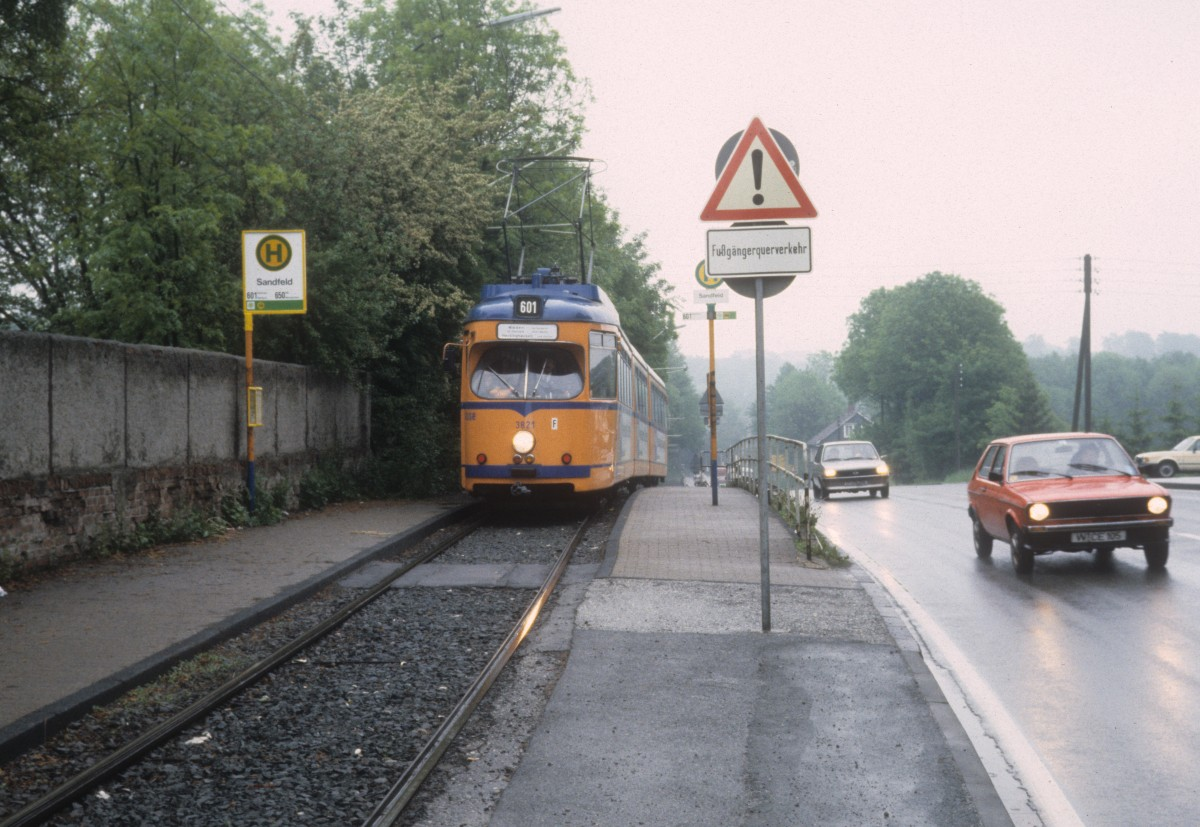
GT8 3821 auf Linie 601 an der Düsseldorfer Straße (Haltestelle Sandfeld)

Die Linie 601 war mit 15,3 Kilometer Länge die längste aller Normalspurlinien. Der Anfangspunkt der Strecke lag an der Wendeschleife in Wieden, wo ursprünglich Richtung Mettmann und Düsseldorf umgestiegen werden konnte. Das erste Teilstück der Linie von Wieden Schleife bis zur Haltestelle Schliepershäuschen war als letztes Teilstück des Normalspurnetzes noch einspurig. An der Varresbecker Straße zweigte bis 1982 die Stichstrecke zur Schleife Sonnborn ab, die zuletzt nur noch im Stadionverkehr befahren wurde. Der Großteil der Linie verlief ab der Varresbecker Straße auf den mittleren Spuren der Friedrich-Ebert-Straße am Fuße des Nützenberges, wo das Bayerwerk erschlossen wurde. Am Robert-Daum-Platz lief sie mit dem Streckenast der Linie 611 zusammen und verkehrte von dort an auf eigenem Bahnkörper. An der Ohligsmühle zweigte ursprünglich die eingleisige Umfahrung der Elberfelder innenstadt via Neumarkt und Hofkamp ab, die nur noch für Umleitungen benutzt wurde. Die Linie führte weiter über die Friedrich-Engels-Allee zum Alten Markt, wo die Strecke am Clef auf die Heckinghauser Straße geführt wurde. An der Lenneper Straße endete die Linie, wo die Wagen über eine Blockumfahrung wendeten.
Zuletzt endete die Linie an der Haltestelle Walterstraße, wozu auf dem Betriebshof gewendet wurde.

#### 602
Die Linie 602 war mit 5,9 Kilometern die kürzeste Linie. Sie verband das Klinikum Barmen (heute Helios Universitätsklinikum Wuppertal) mit dem Zentrum Barmens, wozu am Klinikum Barmen eine großzügige zweigleisige Wendeschleife angelegt wurde. Der erste Abschnitt der besonders steil verlaufenden Linie wurde bis zur Loher Brücke auf den mittleren Spuren der Schönebecker Straße und der Rudolfstraße angelegt. Auf der Loher Straße wurden die Gleise auf den Busspuren geführt, bis sie an der Kreuzung Loher Straße/Friedrich-Engels-Allee auf den eigenen Bahnkörper der Stammstrecke geführt wurde. Sie folgte dem Verlauf der Stammstrecke bis zum Alten Markt, wo sie auf eigenem Bahnkörper in der Mitte der Bundesstraße 7 verlief. Ab der Haltestelle Wupperfeld, wo die Linie in direkter Nachbarschaft zur Alten Kirche Wupperfeld eine Haltestelle besaß, verkehrte sie zusammen mit den Omnibussen auf der Mittelspur. Am Berliner Platz bog die Linie schließlich auf die Straße Schwarzbach ab, um nach einer markanten Steigung an der Haltestelle Weiherstraße zu enden. Die Wagen wendeten an einer damals einzigartigen Schleife, wozu eine Häuserzeile bestehend aus drei Schieferhäusern hinterseitig umfahren wurde. Heute befindet sich auf dem Gelände der Schleife ein Parkplatz, die andere Seite der Häuserzeile wurde mit einem Reihenhaus bebaut. Eine dort ansässige Gaststätte erinnert noch heute mit dem Namen „Schleife“ an die ehemalige Wendeschleife.
Die Linie wurde nach Stilllegung des Streckenastes Berliner Platz – Weiherstraße zum Berliner Platz zurückgezogen, seitdem konnten auf der Linie nur noch Zweirichtungsfahrzeuge eingesetzt werden. 1985 wurde sie zusammen mit dem Streckenast Loh – Heusnerstraße endgültig stillgelegt.

#### 606
Die Linie 606 verkehrte nur werktags während der Hauptverkehrszeiten. Sie führte vom Bahnhof Elberfeld (heute Wuppertal Hauptbahnhof) via Alter Markt und Oberbarmen Bf/Berliner Platz zur Weiherstraße. Sie wurde als erste Linie des Normalspurnetzes 1984 ersatzlos gestrichen.

#### 608
Die 8,1 Kilometer lange Linie 608 verband das Klinikum Barmen mit dem Stadtteil Langerfeld. Sie verkehrte parallel zur Linie 602 vom Klinikum Barmen über die Schönebecker Straße und die Rudolfstraße zur Loh, von dort an weiter über die Friedrich-Engels-Allee und den Alten Markt zum Bahnhof Oberbarmen/Berliner Platz. In Straßenmitte überquerte sie nach einer Steigung auf der Brücke Rauental östlich vom Bahnhof Oberbarmen die Gleisanlagen der Bahnstrecke Elberfeld–Dortmund. An der Rauentaler Bergstraße lief sie mit der von Heckinghausen kommenden Linie 611 zusammen und verkehrte von dort an auf der Langerfelder Straße zum Langerfelder Markt. Von dort an führte die Linie weiter auf den Mittelspuren der Schwelmer Straße ins Langerfelder Industriegebiet In der Fleuthe, wo sie an der kombinierten Straßenbahn- und Buswendeschleife Dieselstraße endete. Ursprünglich konnte man dort in die Straßenbahn Richtung Schwelm umsteigen, auch wurde zuletzt über eine Verlängerung der Strecke dorthin nachgedacht, aber nicht ausgeführt.
Die Linie wurde 1985 zusammen mit dem Streckenast Loh – Heusnerstraße stillgelegt.

#### 611

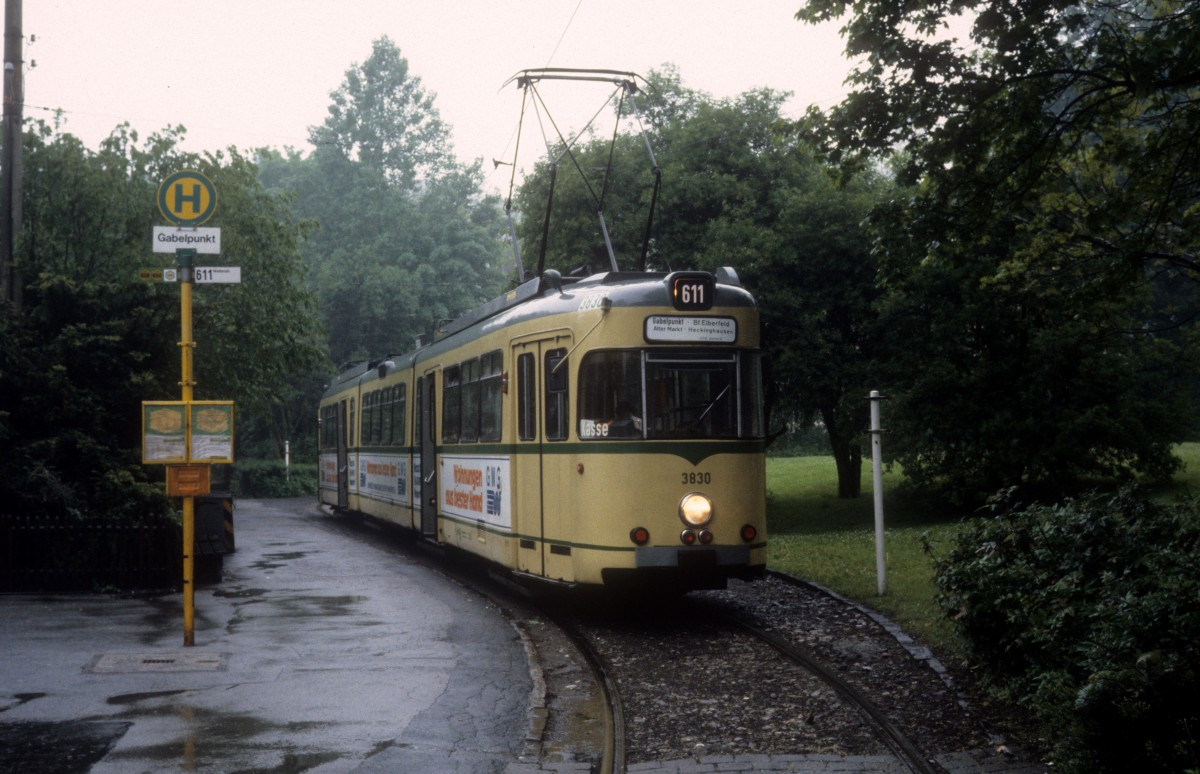
GT8 3830 im Mai 1987 auf der Linie 611 am Gabelpunkt

Die Linie 611 war mit 13,6 Kilometern Länge die zweitlängste des Netzes. Ihr Verlauf begann am Gabelpunkt am Elberfelder Brill an einer Gleisschleife mit Abstellmöglichkeit. Sie verkehrte auf dem ersten Teilstück bis zur Haltestelle Bayreuther Straße auf eigenem Bahnkörper, um bis zum Elberfelder Fernmeldeamt in der Mitte der Briller Straße zu verkehren. Von dort aus nutzte sie zusammen mit dem Individualverkehr die nur noch zweispurige Briller Straße, die erst an der Sadowastraße am Deweerth’schen Garten wieder mehrspurig wurde. Am Robert-Daum-Platz lief die Strecke auf eigenem Bahnkörper mit der aus Richtung Varresbeck kommenden Linie 601 zusammen, mit der sie von dort an parallel weiterlief. Erst an der Werléstraße trennten sich die Linien 601 und 611 wieder, wo die Linie 611 über die Rauentaler Bergstraße und die Haltestelle Oberbarmen Bf/Rauental östlich des Oberbarmer Bahnhofes Richtung Norden weiterlief. An der Rauentaler Bergstraße lief sie mit der Linie 608 zusammen, um von dort aus parallel zu ihr den Langerfelder Ortskern zu durchqueren und an der Schleife Dieselstraße zu enden.
1985 wurde die Linie mit Stilllegung des Streckenabschnittes Werléstraße – Dieselstraße bis zur Werléstraße zurückgezogen. Von dort aus verkehrte aufgrund der Stilllegung der Häuserblockschleife Lenneper Straße mit der Linie 601 zur Walterstraße, um auf dem Gelände des Betriebshofes zu wenden. Sie wurde schließlich 1987 zusammen mit der Linie 601 als letztes Stück des Straßenbahnnetzes endgültig stillgelegt.

#### Schwebebahn-Ersatzverkehr
Ursprünglich übernahm die Straßenbahn, zuletzt unter der Liniennummer 60, die Funktion des Schwebebahn-Ersatzverkehres – heute SchwebebahnExpress genannt. Dabei konnte sie nur bis zum Elberfelder Bahnhof verkehren, wo in Richtung Vohwinkel in Omnibusse umgestiegen werden musste. Dennoch war die Straßenbahn aufgrund ihrer Unabhängigkeit vom Individualverkehr annähernd gleich schnell wie die Schwebebahn, was mit dem heutigen Ersatzverkehr mit Bussen nicht erreicht werden kann. Mit Stilllegung des Streckenabschnitts nach Oberbarmen wurde der Schwebebahn-Ersatzverkehr auf gesamter Länge von Bussen übernommen.
| Schwebebahnhaltestelle | Entsprechende Ersatzhaltestelle der Straßenbahn |
| ---------------------- | ----------------------------------------------- |
| Oberbarmen Bf          | Oberbarmen Bahnhof / Berliner Platz             |
| Wupperfeld             | Wupperfeld                                      |
| Werther Brücke         | Werther Brücke                                  |
| Alter Markt            | Alter Markt                                     |
| Adlerbrücke            | Barmen Bf / Opernhaus                           |
| Loher Brücke           | Loher Straße                                    |
| Völklinger Straße      | Oberbergische Straße                            |
| Landgericht            | Landgericht                                     |
| Döppersberg            | Elberfeld Bf                                    |

## Fahrzeuge
Im Laufe ihres Bestehens kamen auf dem Normal- wie Meterspurnetz viele unterschiedliche Fahrzeugtypen zum Einsatz, teilweise auch im Mischbetrieb mit den Fahrzeugen der angrenzenden Straßenbahnbetriebe. Im Folgenden wird nur auf die moderneren Fahrzeuge des späten Normalspurnetzes eingegangen.

### GT8 Typ Dortmund

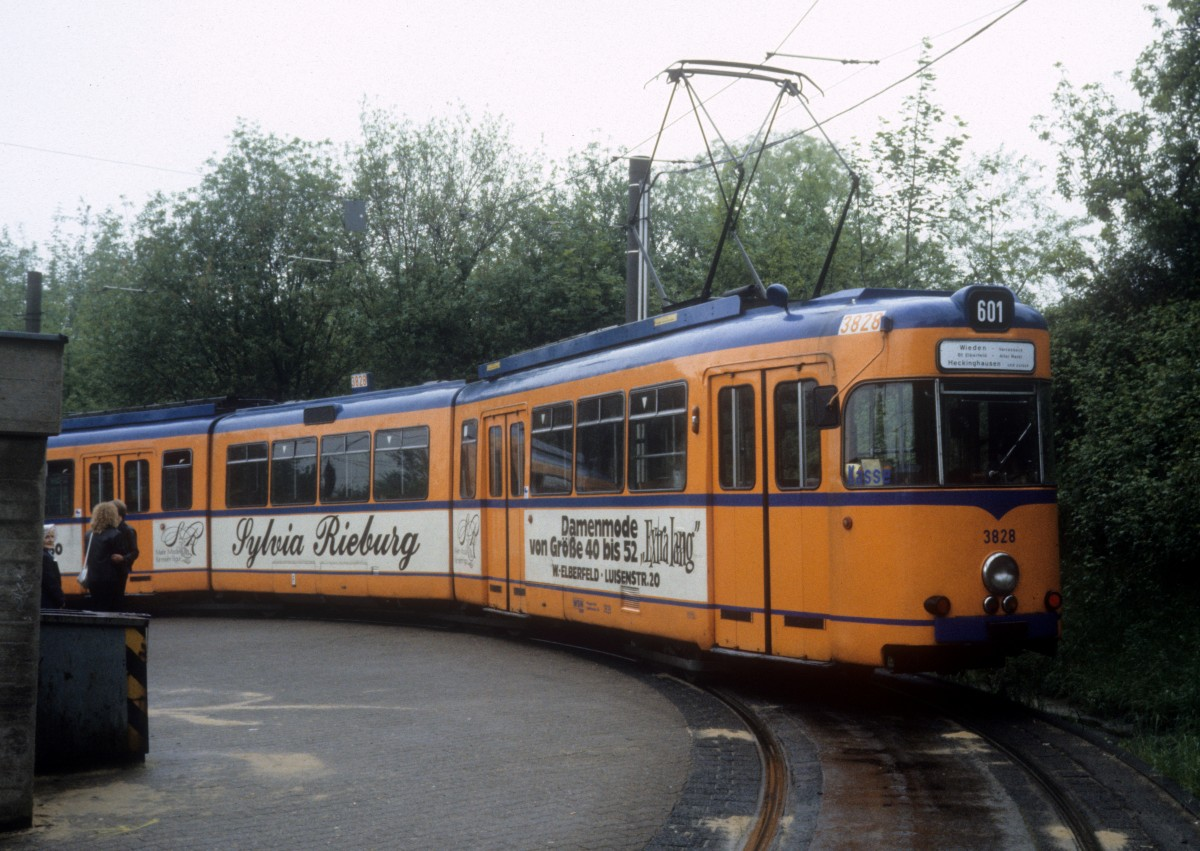
GT8 3832 in Wuppertaler Hausfarben in der Schleife Wieden

Ursprünglich verfügten die Wuppertaler Stadtwerke bei Gelenkwagen nur über Einrichtungsfahrzeuge, die allerdings für die kommenden Streckenstilllegungen und des sich dadurch ergebenden Mangels gebrauchten Wagenkästen 1983 abgestellt und nach Graz verkauft wurden, wo sie allerdings nie zum Einsatz kamen. Als Ersatz für jene Vierachser kaufte man im Frühjahr 1983 acht achtachsige Straßenbahnwagen aus Dortmund an, die dort aufgrund des fortschreitenden Umbaus auf Stadtbahnbetrieb nicht mehr benötigt wurden. Aufgrund der größeren Breite der Wagenkästen wurden Anpassungen an Teilen des Gleisnetzes erforderlich. Sie wurden in den Farben der Dortmunder Stadtwerke geliefert, aber nach und nach in das Wuppertaler Farbschema Blau-Orange umlackiert, wobei ein Teil der Fahrzeuge noch in die alten Farben Beige mit Zierstreifen umlackiert wurde.
Wagen 3829 musste aufgrund eines Unfallschadens bereits im Juli 1983 verschrottet werden, nur wenige Monate nach seinem ersten Einsatz in Wuppertal. Wagen 3827 brannte am 12. Januar 1985 an der Haltestelle Sandfeld komplett aus. Da man allerdings für die letzten zwei Jahre auf den Wagen nicht verzichten konnte, wurde von der Straßenbahn Karlsruhe Wagen 222 beschafft. Er wurde am 15. Februar 1985 geliefert und in Blau-Orange umlackiert.
Nach Betriebseinstellung blieb keines der Wuppertaler Fahrzeuge dieses Typs erhalten.

### Düwag-Großraumwagen

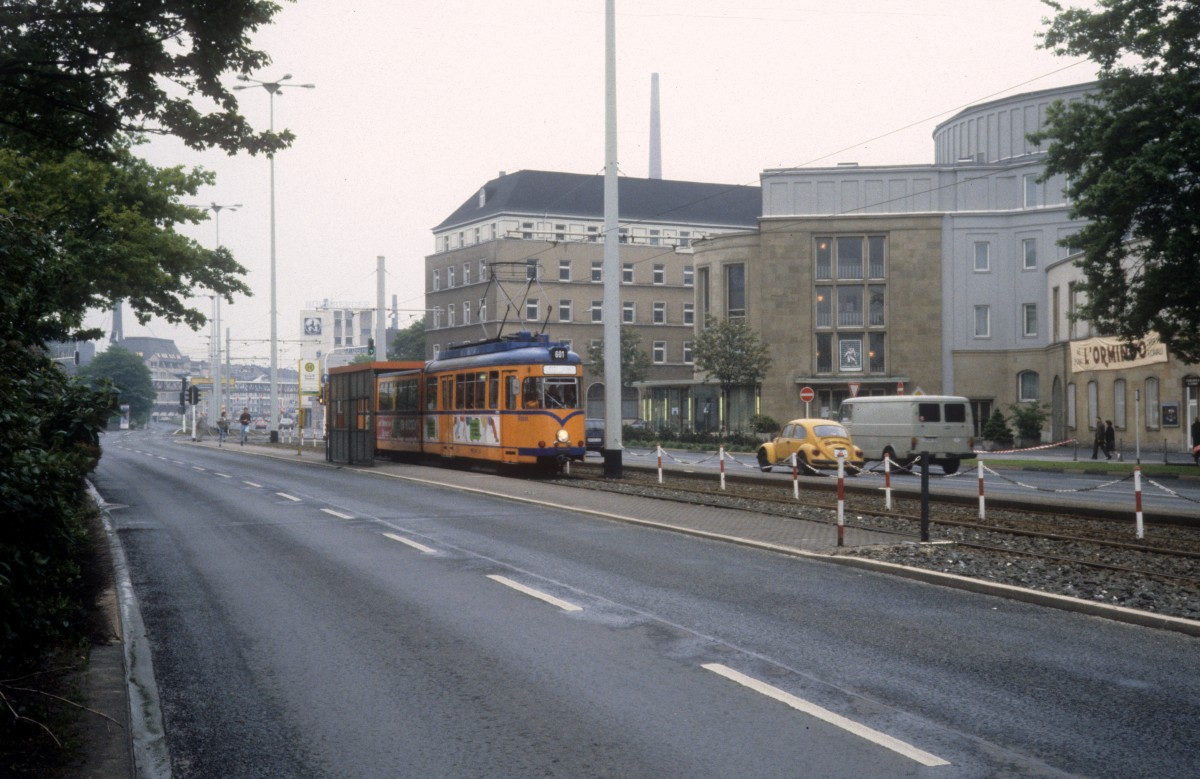
Ein Düwag-Achtachser am Opernhaus

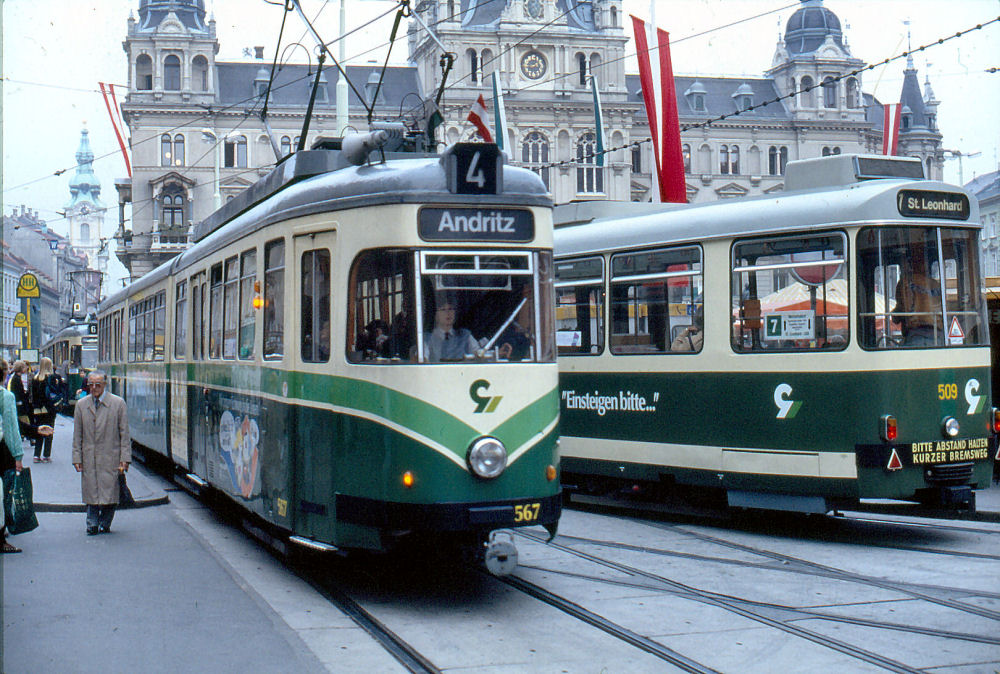
Triebwagen 567 nach der Ausmusterung in Wuppertal im Einsatz der Grazer Verkehrsbetriebe.

Die Großraumwagen 1005–1020 wurden 1953–1955 nach Wuppertal geliefert. Allerdings erwiesen sie sich für den Einsatz auf den nachfragestarken Strecken als viel zu klein, weshalb sie 1963 mit einem Mittelteil verlängert und unter den Nummern 8001–8016 (später umnummeriert in 3801–3816) neu eingereiht wurden. Als solche kamen die Achtachser auf allen Linien des Netzes zum Einsatz und wurden nach der Betriebseinstellung an die Straßenbahn Graz abgegeben. Dort ist noch heute Wagen 3813 als letzter der Wuppertaler Achtachser museal erhalten geblieben.